# Заболотівка (Воронезька область)
Заболотівка (рос. Заболотовка) — селище у Ольховатському районі Воронезької області Російської Федерації.
Населення становить 3156 осіб (2010). Входить до складу муніципального утворення Ольховатське міське поселення.

## Історія
Населений пункт розташований у межах українського історико-культурного регіону Східної Слобожанщини. До Перших визвольних змагань належав до Воронезької губернії.
Від 1928 року належить до Вільховатського району, спочатку в складі Центрально-Чорноземної області, а від 1934 року — Воронезької області.
Згідно із законом від 15 жовтня 2004 року входить до складу муніципального утворення Ольховатське міське поселення.

## Населення
| 2002 | 2010  |
| ---- | ----- |
| 3354 | ↘3156 |